# Moura Budberg
Maria Ignatievna von Budberg-Bönninghausen (en ruso: Мария (Мура) Игнатьевна Закревская-Бенкендорф-Будберг) de soltera Zakrevskaya, también conocida como Condesa von Benckendorff y Baronesa von Budberg, (Poltava, febrero de 1892-1 de noviembre de 1974) fue una escritora rusa sospechosa de ser doble agente del Directorio Político Unificado del Estado soviético (OGPU) y del Servicio de Inteligencia Británico (MI16).
Según el periodista británico Bruce Lockhart: «fue, quizás, el agente de influencia más eficaz de la Unión Soviética que jamás haya aparecido en el escenario político e intelectual de Londres».

## Biografía

### Primeros años
Nacida en Poltava, en el centro de Ucrania, era hija de Ignaty Platonovich Zakrevsky (1839-1906), miembro de la nobleza y diplomático ruso. En 1911 se casó con el conde Ivan Alexandrovich von Benckendorff (1882-1919), miembro de la nobleza alemana del Báltico, segundo secretario de la embajada rusa en Berlín y caballero de la corte. Tuvieron dos hijos: Paul (nacido en 1913) y Tatiana (nacida en 1915). Benckendorff era propietario de una gran casa de campo y una finca en Estonia donde fue asesinado a tiros el 19 de abril de 1919 por un campesino.

### Arresto
Antes de la Revolución de Octubre, Moura había trabajado en la embajada rusa en Berlín, donde conoció al diplomático británico Bruce Lockhart. Tras el asesinato de su marido en 1919, fue arrestada bajo sospecha de espiar para el Reino Unido y trasladada a la prisión de Lubianka. Lockhart, quien la mencionó con su nombre de pila en sus memorias de 1932 Memoirs of a British Agent (Memorias de un agente británico), intentó intermediar por ella, pero también fue retenido durante dos semanas. Habían sido amantes y ella se quedó embarazada pero tuvo un aborto.
Poco después de la liberación y expulsión de Lockhart de Rusia por el conocido Complot Lockhart, Budberg fue liberada con la condición de que cooperaría con el servicio de inteligencia si fuera necesario. Budberg comenzó a publicar "Literatura mundial", donde conoció al escritor Máximo Gorki gracias a Kornéi Chukovski. Se convirtió en secretaria y esposa de hecho de Gorki y vivió en su casa con algunas interrupciones desde 1920 hasta 1933, cuando el escritor vivió en Italia antes de regresar a la Unión Soviética. El escritor le dedicó su última obra importante, la novela La vida de Klim Samgin.

### H.G. Wells
En 1920 Budberg conoció al autor británico H.G. Wells durante una visita a Moscú  y se convirtieron en amantes. Estuvo casada brevemente, el 13 de noviembre de 1921, con el barón Nikolai von Budberg-Bönningshausen.  La unión era un matrimonio de conveniencia y enseguida se divorciaron, pero le proporcionó un pasaporte y, por lo tanto, la posibilidad de salir de Rusia para visitar a sus hijos en Estonia y a Gorki, que en esos momentos vivía cerca de Sorrento. El barón Budberg desapareció en Brasil.La relación de Moura con Wells se reanudó en 1933 en Londres, donde había emigrado tras separarse de Gorki. Su relación continuó hasta la muerte de Wells en 1946. Él le había pedido que se casara, pero Budberg rechazó la propuesta.
Budberg era sospechosa de ser un agente doble tanto para la Unión Soviética como para la inteligencia británica por lo que fue conocida como la «Mata Hari de Rusia», en honor a la bailarina exótica neerlandesa acusada de espía. Visitó la Unión Soviética al menos dos veces después de la década de 1920: primero en 1936 para el funeral de Gorki (lo que hizo que fuera considerada agente del NKVD) y a finales de 1950, junto a una hija de Aleksándr Guchkov.

### Escritora
Budberg escribió varias novelas y fue guionista de, al menos, dos películas: La gaviota (1968), dirigida por Sidney Lumet, y Tres hermanas (1970), dirigida por Laurence Olivier y John Sichel  También tradujo la novela de Gorki La vida de un hombre inútil (1908) al inglés en 1971.
Estableció su residencia permanente en Inglaterra desde 1929 hasta poco antes de su muerte (31 de octubre de 1974), que regresó a Italia.

## Cultura popular
En mayo de 2008 se estrenó en Inglaterra una película para televisión, My Secret Agent Auntie, dirigida por Dimitri Collingridge. Su biografía fue escrita por Nina Berberova, quien hizo una crónica de los emigrados.